# 2025년 동계 아시안 게임 캄보디아 선수단
2025년 동계 아시안 게임 캄보디아 선수단은 2025년 2월 7일부터 14일까지 중화인민공화국 하얼빈시에서 열리는 2025년 동계 아시안 게임에 참가하는 캄보디아 소속 선수단이다. 캄보디아는 이번 2025년 대회로 동계 아시안 게임에 처음으로 참가한다.

## 선수단
아래 표는 종목별, 성별 캄보디아 대표단 선수 수이다.
| 종목     | 남자 | 여자 | 총합 |
| -------- | ---- | ---- | ---- |
| 스노보드 | 4    | 0    | 4    |
| 총합     | 4    | 0    | 4    |

## 종목별 성적

### 스노보드
캄보디아는 스노보드 종목에서 남자 4명이 참여한다.
남자
| 선수            | 종목   | 예선  | 예선  | 예선 | 예선 | 결선  | 결선  | 결선  | 결선 | 결선 |
| 선수            | 종목   | 1회전 | 2회전 | 최고 | 순위 | 1회전 | 2회전 | 3회전 | 최고 | 순위 |
| --------------- | ------ | ----- | ----- | ---- | ---- | ----- | ----- | ----- | ---- | ---- |
| 짠소반라따낙 동 | 빅에어 |       |       |      |      |       |       |       |      |      |
| 멩쪼잉 핀       | 빅에어 |       |       |      |      |       |       |       |      |      |
| 빠하셋 삐세이   | 빅에어 |       |       |      |      |       |       |       |      |      |
| 분학 리         | 빅에어 |       |       |      |      |       |       |       |      |      |

## 같이 보기
- 2024년 하계 올림픽 캄보디아 선수단